# Fåglavik
Fåglavik ou Foglavique [carece de fontes?] é uma pequena localidade (småort) da Suécia, situada na província histórica da Västergötland, na região da Gotalândia, no sul do país.
Foi uma povoação industrial, dominada por uma fábrica de vidro em 1874-1978. Hoje em dia, os seus habitantes trabalham e deslocam-se diariamente para Herrljunga e Annelund.

A povoação deixou de ser classificada como localidade em 2010, passando a ser oficialmente uma pequena localidade (småort). 

Pertence ao município de Herrljunga, o qual faz parte do condado de Västra Götaland.

Está situada a 7 quilômetros a nordeste da cidade de Herrljunga. 

## Etimologia
O nome geográfico Fåglavik deriva das palavras nórdicas fughl (ave) e vik (enseada), em alusão a uma enseada num terreno alagado.
Está registado em 1546 como Ffwglawyck.

## Comunicações
A pequena localidade de Fåglavik é atravessada pela linha do Oeste, ligando Gotemburgo a Estocolmo. 

## Património turístico
- Museu do Vidro de Fåglavik[5]